# Variables de Mandelstam
En physique théorique, les variables de Mandelstam sont des quantités numériques qui rendent compte de la conservation de l'énergie et de la quantité de mouvement, ainsi que de l'invariance de Lorentz dans les réactions entre particules.

## Définition
Les variables de Mandelstam permettent d'analyser la cinématique des processus de diffusion en prenant en compte les deux propriétés suivantes : il est possible de définir au moins un invariant de Lorentz pour un processus (quantité indépendante du système de référence), et le quadri-moment est conservé.
Dans une réaction impliquant les particules initiales {\displaystyle 1} et {\displaystyle 2}, et les particules finales {\displaystyle 3} et {\displaystyle 4}, dont le quadri-moment est {\displaystyle p_{i}=(E_{i},\mathbf {p_{i}} )=(e_{i},p_{i}x,p_{i}y,p_{i}z)} où {\displaystyle i=1,2,3,4}, notée {\displaystyle 1+2\to 3+4}, les variables de Mandelstam correspondent aux quantités invariantes de Lorentz suivantes :
{\displaystyle s\equiv (p_{1}+p_{2})^{2}=(p_{3}+p_{4})^{2}}
{\displaystyle t\equiv (p_{1}-p_{3})^{2}=(p_{4}-p_{2})^{2}}
{\displaystyle u\equiv (p_{3}-p_{2})^{2}=(p_{1}-p_{4})^{2}}
{\displaystyle s} est alors le carré de la somme des énergies initiales ou finales dans le centre de masse, et {\displaystyle t} le carré du transfert de quantité de mouvement. Enfin, les énergies et impulsions peuvent s'exprimer en fonction de ces invariants de Lorentz, elles peuvent donc être calculées dans n'importe quel référentiel.

## Détails

### Limite à haute énergie
Dans la limite relativiste, l'énergie de masse peut être négligée, donc par exemple :
{\displaystyle s=(p_{1}+p_{2})^{2}=p_{1}^{2}+p_{2}^{2}+2p_{1}\cdot p_{2}\approx 2p_{1}\cdot p_{2}\,}
par ce que {\displaystyle p_{1}^{2}=m_{1}^{2}} et {\displaystyle p_{2}^{2}=m_{2}^{2}.}
En résumé,
| {\displaystyle s\approx } | {\displaystyle 2p_{1}\cdot p_{2}\approx }  | {\displaystyle 2p_{3}\cdot p_{4}}  |
| {\displaystyle t\approx } | {\displaystyle -2p_{1}\cdot p_{3}\approx } | {\displaystyle -2p_{2}\cdot p_{4}} |
| {\displaystyle u\approx } | {\displaystyle -2p_{1}\cdot p_{4}\approx } | {\displaystyle -2p_{3}\cdot p_{2}} |

### Addition
Notez que
{\displaystyle s+t+u=m_{1}^{2}+m_{2}^{2}+m_{3}^{2}+m_{4}^{2}\,}
avec {\displaystyle m_{i}} la masse de la particule {\displaystyle i} (et {\displaystyle c=1}).

#### Preuve
Cette preuve nécessite les relations suivantes :
- Le carré de la quadri-impulsion est le carré de la masse de la particule (avec {\displaystyle c=1}),
{\displaystyle p_{i}^{2}=m_{i}^{2}}
- Et la conservation de la quadri-impulsion,
{\displaystyle p_{1}+p_{2}=p_{3}+p_{4}}
et donc
{\displaystyle p_{1}=-p_{2}+p_{3}+p_{4}}

En développant les carrés, on obtient
{\displaystyle s=(p_{1}+p_{2})^{2}=p_{1}^{2}+p_{2}^{2}+2p_{1}\cdot p_{2}}
{\displaystyle t=(p_{1}-p_{3})^{2}=p_{1}^{2}+p_{3}^{2}-2p_{1}\cdot p_{3}}
{\displaystyle u=(p_{1}-p_{4})^{2}=p_{1}^{2}+p_{4}^{2}-2p_{1}\cdot p_{4}}
Puis en les ajoutant, on obtient
{\displaystyle s+t+u=3p_{1}^{2}+p_{2}^{2}+p_{3}^{2}+p_{4}^{2}+2p_{1}(p_{2}-p_{3}-p_{4})}
Maintenant en utilisant le fait que {\displaystyle p_{1}=-p_{2}+p_{3}+p_{4}}, on a que
{\displaystyle 2p_{1}(p_{2}-p_{3}-p_{4})=-2p_{1}^{2}}
et donc
{\displaystyle s+t+u=p_{1}^{2}+p_{2}^{2}+p_{3}^{2}+p_{4}^{2}}
Et finalement en utilisant {\displaystyle p_{i}^{2}=m_{i}^{2}}
{\displaystyle s+t+u=m_{1}^{2}+m_{2}^{2}+m_{3}^{2}+m_{4}^{2}}

### Dans le repère du centre de masse
Le repère du centre de masse (CM) est aussi appelé repère d'impulsion nulle (IN).
Il est souvent utile de disposer des quantités dynamiques exprimées en termes des variables de Mandelstam.
- {\displaystyle E_{1cm}=(s+m_{1}^{2}-m_{2}^{2})/2{\sqrt {s}}}
- {\displaystyle E_{2cm}=(s+m_{2}^{2}-m_{1}^{2})/2{\sqrt {s}}}
- {\displaystyle E_{3cm}=(s+m_{3}^{2}-m_{4}^{2})/2{\sqrt {s}}}
- {\displaystyle E_{4cm}=(s+m_{4}^{2}-m_{3}^{2})/2{\sqrt {s}}}

et
- {\displaystyle |\mathbf {p} _{1cm}|=|\mathbf {p} _{2cm}|={\sqrt {\lambda (s,m_{1}^{2},m_{2}^{2})}}/2{\sqrt {s}}}
- {\displaystyle |\mathbf {p} _{3cm}|=|\mathbf {p} _{4cm}|={\sqrt {\lambda (s,m_{3}^{2},m_{4}^{2})}}/2{\sqrt {s}}}

où :
{\displaystyle \lambda (x,y,z)=x^{2}+y^{2}+z^{2}-2xy-2xz-2yz}
{\displaystyle =(x-({\sqrt {y}}+{\sqrt {z}})^{2})(x-({\sqrt {y}}-{\sqrt {z}})^{2})}

#### Preuve
À titre d'exemple démontrons la première de ces relations à savoir
{\displaystyle E_{1cm}=(s+m_{1}^{2}-m_{2}^{2})/2{\sqrt {s}}}
Pour ce faire nous aurons besoin de la relation pour s
{\displaystyle s=(E_{1cm}+E_{2cm})^{2}=E_{1cm}^{2}+2E_{1cm}E_{2cm}+E_{2cm}^{2}}
(En effet la somme des impulsions est nulle dans le centre de masse)

ainsi que de la relation
{\displaystyle E_{icm}^{2}=\mathbf {p} _{icm}^{2}+m_{i}^{2}}
⇒ {\displaystyle E_{1cm}^{2}=\mathbf {p} _{1cm}^{2}+m_{1}^{2}}
⇒ {\displaystyle E_{1cm}={\sqrt {k^{2}+m_{1}^{2}}}}
⇒ {\displaystyle E_{2cm}={\sqrt {k^{2}+m_{2}^{2}}}={\sqrt {E_{1cm}^{2}-m_{1}^{2}+m_{2}^{2}}}}
Dès lors
{\displaystyle s=E_{1cm}^{2}+2E_{1cm}{\sqrt {E_{1cm}^{2}-m_{1}^{2}+m_{2}^{2}}}+E_{1cm}^{2}-m_{1}^{2}+m_{2}^{2}}
{\displaystyle s-2E_{1cm}^{2}+m_{1}^{2}-m_{2}^{2}=2E_{1cm}{\sqrt {E_{1cm}^{2}-m_{1}^{2}+m_{2}^{2}}}}
{\displaystyle (s-2E_{1cm}^{2}+m_{1}^{2}-m_{2}^{2})^{2}=4E_{1cm}^{2}(E_{1cm}^{2}-m_{1}^{2}+m_{2}^{2})}
En développant le carré
{\displaystyle (2E_{1cm}^{2})^{2}+(s+m_{1}^{2}-m_{2}^{2})^{2}-4E_{1cm}^{2}(s+m_{1}^{2}-m_{2}^{2})}
{\displaystyle =4E_{1cm}^{2}(E_{1cm}^{2})+4E_{1cm}^{2}(-m_{1}^{2}+m_{2}^{2})}
Après simplifications on obtient
{\displaystyle (s+m_{1}^{2}-m_{2}^{2})^{2}=4E_{1cm}^{2}s}
Et finalement
{\displaystyle E_{1cm}={\sqrt {(s+m_{1}^{2}-m_{2}^{2})^{2}/4s}}=(s+m_{1}^{2}-m_{2}^{2})/2{\sqrt {s}}}

## Diagrammes de Feynman
Les lettres {\displaystyle s,t,u} sont également utilisées dans les expressions canal s, canal t, canal u. Ces canaux sont représentés par différents diagrammes de Feynman et véhiculent pour différents évènements de collision et de diffusion des interactions impliquant l’échange d’une particule intermédiaire dont les carrés du quadri-moment sont respectivement égaux à {\displaystyle s,t,u}.
|         |         |         |
| canal s | canal t | canal u |
Le canal s correspond aux particules 1,2 qui se joignent en une particule intermédiaire qui éventuellement se scindera en 3,4: le canal s est la seule voie qui permet de découvrir des résonances et de nouvelles particules instables pourvu que leurs temps de vie soient suffisamment longs pour qu’elles puissent être détectées.
Le canal t représente le processus dans lequel la particule 1 émet une particule intermédiaire se transformant ainsi en la particule finale 3, alors que la particule 2 absorbe la particule intermédiaire pour devenir la 4.
Le canal u n’est rien d’autre que le canal t dans lequel on a interchangé les rôles des particules 3 et 4.